# Расселл, Брюс (футболист)
Брюс Бре́мнер Ра́сселл (англ. Bruce Bremner Russell; 25 августа 1859 — 13 мая 1942) — английский футболист и военный. Выступал за футбольные клубы «Ройал Энджинирс» и «Коринтиан», а также за национальную сборную Англии.

## Биография
Родился в Кенсингтоне (который на тот момент был частью графства Мидлсекс) в семье торговца Ост-Индской компании. Окончил Королевскую военную академию в Вулидже. С 1878 по 1907 год служил в Корпусе королевских инженеров, вышел на пенсию в звании полковника. Играл за футбольную команду корпуса — клуб «Ройал Энджинирс». Также играл за клуб «Коринтиан».
3 февраля 1883 года провёл свой единственный матч за национальную сборную Англии: это была игра против сборной Уэльса на стадионе «Сарри Крикет Граунд», в которой англичане одержали победу со счётом 5:0 .